# نيكيتا فيلاتوف
نيكيتا فيلاتوف (بالروسية: Филатов, Никита Васильевич)‏ (و. 1990  م) هو لاعب هوكي الجليد روسي، ولد في موسكو، مركز لعبه هو جناح ‏.